# St. Trinitatis (Veilsdorf)

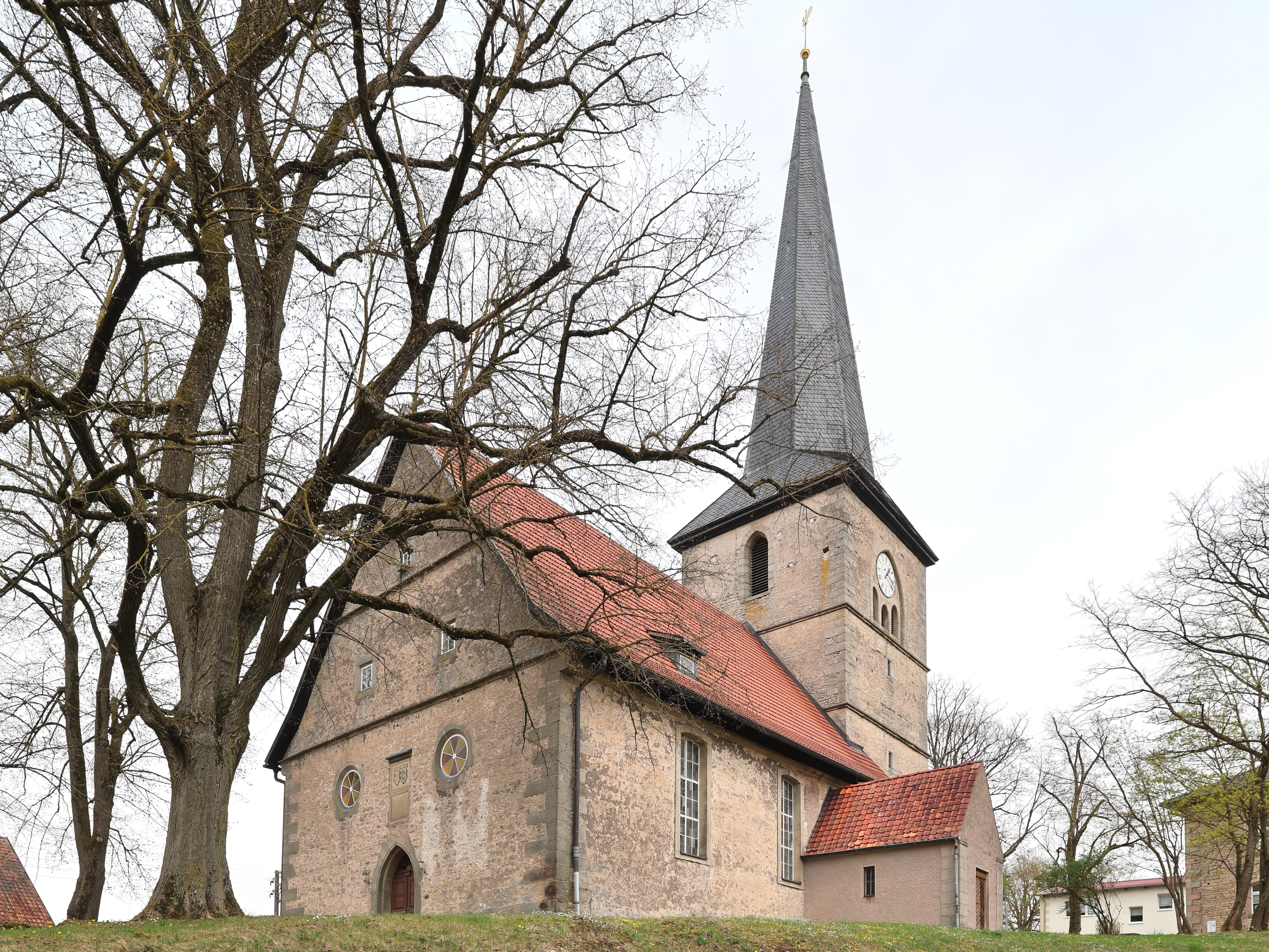
Trinitatiskirche in Veilsdorf

Die denkmalgeschützte evangelisch-lutherische Dorfkirche St. Trinitatis steht mit der benachbarten Friedenskirche St. Veit in der Gemeinde Veilsdorf im Landkreis Hildburghausen in Thüringen.
Die Kirche steht auf einem Vorsprung der Leite, einem Höhenzug neben der Werra. Der mächtige Turmbau über dem spätgotischen Chor ist 20 Meter hoch und fällt durch Simse, Fenster und Luken auf. Vier Geschosse besitzt der Bau mit schiefergedeckter Bekrönung mit Knopf und Wetterhahn erreicht die Spitze 31 Meter. Das Dach ist pyramidenförmig und auch mit Schiefer gedeckt. Alles zusammen ragt 51 Meter in die Höhe.
Das 1604 erbaute Kirchenschiff ist mit Ziegeln gedeckt. Das Wahrzeichen des Ortes und im oberen Werratal ist innen mit floralen Motiven und stilisierten Steinimitationen und bemalter Kassettendecke geschmückt. Diese Motive sind auch in den Emporenbrüstungen zu finden.
Die Orgel wurde 1886 durch den Schmiedefelder Orgelbauer Theodor Kühn errichtet.